# جامعة كويه
جامعة كويه هي جامعة خاصة تقع في مدينة‌ كويسنجق في محافظة اربيل في كردستان العراق. تم تأسيس الجامعة في عام 2003 على يد جلال الطالباني وهي من الجامعات الإقليمية الوليدة هدفها الاستراتيجي العام هو تغطية احتياجات سوق العمل المحلي والقومي والإقليمي من الخريجين المؤهلين علمياً وعملياً وكذلك إعداد جيل من العلماء المتميزين القادرين على قيادة عجلة التنمية في كافة المجالات الإنسانية والاجتماعية والعلوم الإنسانية والتطبيقية
.

## كليات الجامعة
كلية الهندسة
كلية الطب
كلية القانون
كلية التربية
كلية الاداب
كلية العلوم

## كلية الطب

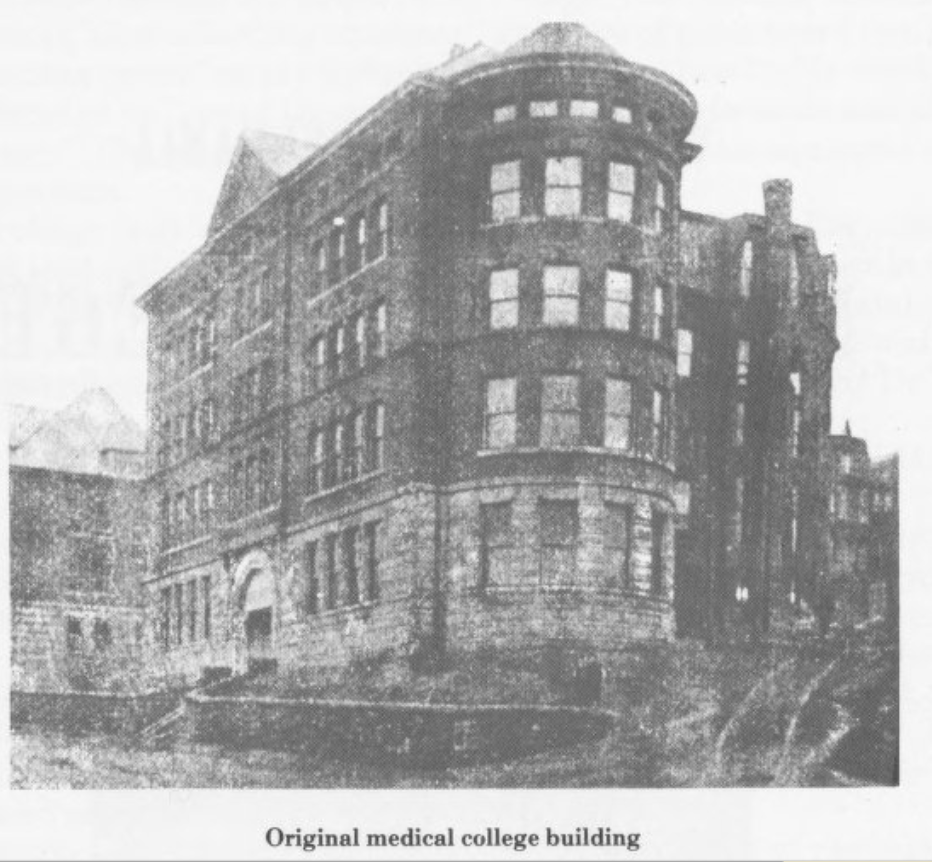

وهي من أهم كليات الجامعة ومن أفضل كليات اقليم كردستان وهي الهيئة التعليمية التي يتم تدريس الطب البشري فيها لطلابها وعادة ما تكون مرتبطة بالمستشفى الجامعي التعليمي لتدريب الطلبة وتقديم الخدمة الطبية للجمهور وإجراء الأبحاث العلمية.

## كلية الهندسة
وتعتبر كلية الهندسة من أهم كليات الجامعة حيث انها تحتوي على تخصصات فريدة من نوعها في إقليم كردستان العراق ومن أهم هذه التخصصات تخصص الهندسة الكيمياوية والتي تاسست باشراف البروفيسور علي السورداشي عميد كلية الهندسة انذاك. وبالإضافة إلى اقسام هندسية أخرى مثل النفط، المدني، المعماري، البرامجيات، جيوتكنيك وهندسة التصنيع.

## كلية الاداب
كلية الآداب هي احدي كليات جامعة كويه، أنشأت عام 2003 م. تحتوي علي العديد من الأقسام بداخلها مثل قسم اللغة العربية، وقسم اللغة الفرنسية والإنجليزية. وأقسام أخرى مثل: الجغرافيا والتاريخ وعلم النفس.
تضم في بدايتها عشرة أقسام:-
- قسم اللغة العربية وآدابها.
- قسم اللغة الإنجليزية وآدابها.
- قسم اللغة الفرنسية وآدابها.
- قسم اللغات الشرقية فارسي وعبري.
- قسم اللغات الأوربية القديمة.
- قسم التاريخ.
- قسم الجغرافيا.
- قسم الدراسات الفلسفية.
- قسم الدراسات النفسية والاجتماعية.
- قسم الآثار.

## وصلات خارجية
- الموقع الرسمي للجامعة